# Karol Śliwowski
Karol Kilian Stanisław Śliwowski (ur. 24 maja 1855 w Warszawie, zm. 6 stycznia 1933 we wsi Sedanka) – pierwszy rzymskokatolicki biskup Wschodniej Syberii.

## Życiorys
Syn Henryka Jacentego Antoniego Śliwowskiego i Kornelii Balbiny z Boczarskich. Święcenia kapłańskie przyjął w Petersburgu w 1883 roku, po czym objął funkcję wikariusza w Siennie (gubernia mohylewska). W roku 1885 otrzymał probostwo w Leplu (gubernia witebska). W październiku roku 1897 przeniesiony został na probostwo w Kazaniu, gdzie pełnił również obowiązki kapelana wojskowego oraz administratora duszpasterstwa wojskowego dla IV okręgu, obejmującego gubernie: kazańską, wiacką, niżnegorodzką, permską i sybirską. Na własną prośbę w październiku 1911 roku został skierowany do Władywostoku. Parafię tą objął w styczniu roku następnego. 28 października 1923 w Harbinie z rąk delegata Stolicy Apostolskiej arcybiskupa Celso Constantiniego otrzymał sakrę biskupią a 15 listopada tr. po powrocie do Władywostoku, został powołany na biskupa ordynariusza utworzonej 2 lutego 1923, zależnej bezpośrednio od papieża diecezji władywostockiej. W 1930 roku został przymusowo wywieziony do oddalonej ok. 20 km od Władywostoku Sedanki, gdzie pozbawiony środków do życia oraz możliwości sprawowania funkcji duszpasterskich zmarł 6 stycznia 1933. Zasługą ks. Śliwowskiego była budowa kościołów w Leplu i w Kazaniu, oraz pięknej katedry gotyckiej we Władywostoku.

## Ordery i odznaczenia
- Krzyż Komandorski Orderu Odrodzenia Polski (10 listopada 1928)[3]